# Eilema insignis
Eilema insignis är en fjärilsart som beskrevs av Butler 1882. Eilema insignis ingår i släktet Eilema och familjen björnspinnare. Inga underarter finns listade i Catalogue of Life.